# باد دورهایم
شهر باد دورهایم در ایالت بادن-وورتمبرگ در کشور آلمان واقع شده‌است.